# Karen McCluskey

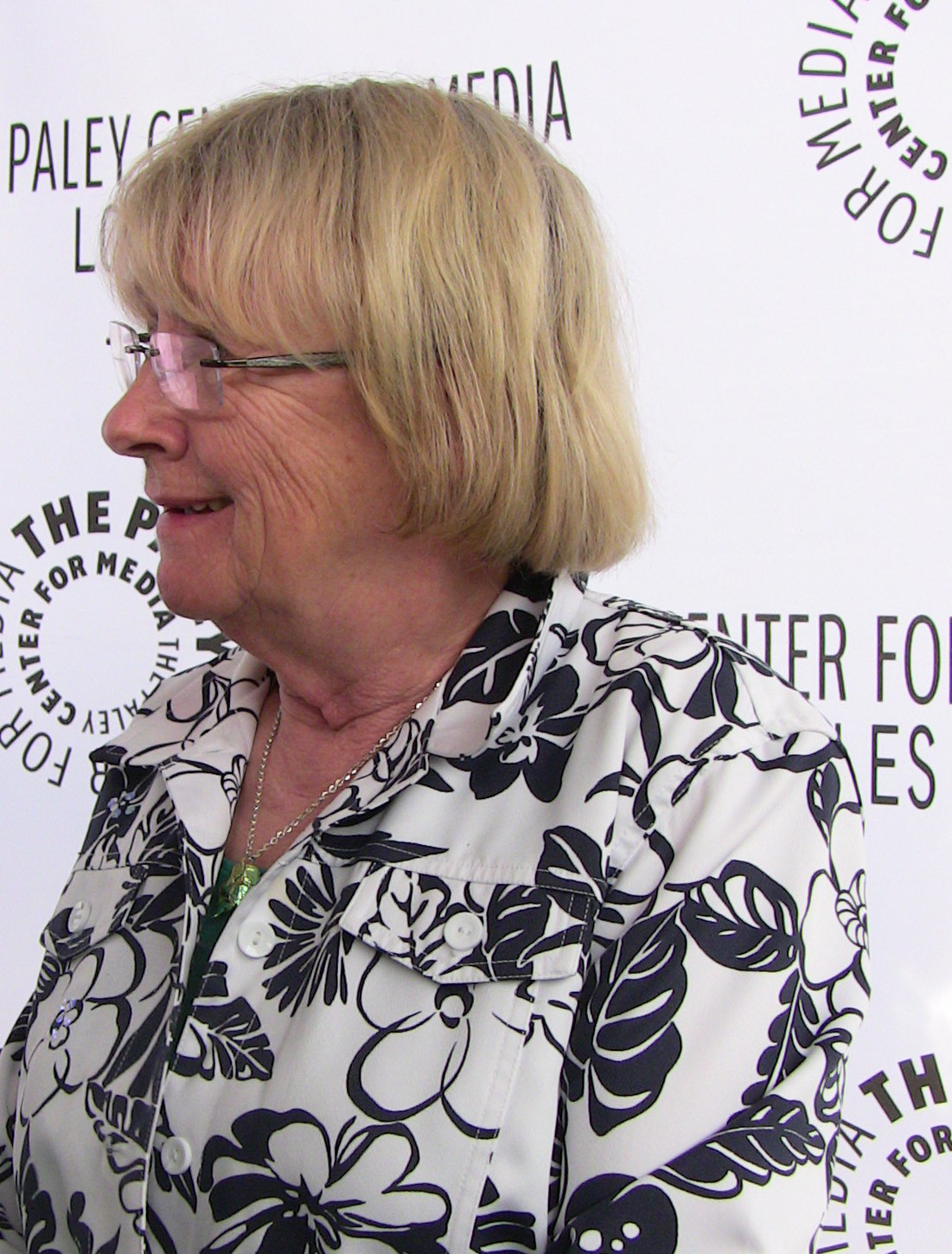
Actrice Kathryn Joosten in Desperate Housewives

Karen McCluskey is een personage uit de Amerikaanse televisieserie Desperate Housewives, gespeeld door Kathryn Joosten (1939-2012), die hiervoor een Emmy Award kreeg in 2005 (in de categorie "Outstanding Guest Actress in a Comedy Series").

## Verhaallijn
Karen McCluskey is een alleenstaande oudere dame van 76. Haar man, Gilbert, en zoon zijn overleden. Ze komt in de serie eerst over als een gemene oude heks, want ze maakt behoorlijk wat ruzie met Lynette Scavo. Wanneer Karen voorstelt aan Lynette om op haar kinderen te passen, wordt haar meteen de deur gewezen. Maar Karen krijgt een pijnlijke aanval van artritis, en Lynette ziet dit gebeuren en helpt haar. Sinds die dag is hun relatie alleen maar verbeterd: Karen komt meer en meer in beeld als oppas van de kinderen.
Karen heeft echter zelf een geheim: ze bewaart al vele jaren het lijk van haar man Gilbert in de diepvriezer. Wanneer ze van de trap valt (door een elektriciteitspanne) en naar het ziekenhuis wordt gebracht, en haar vriezer het dan net begeeft, komt haar geheim toch uit: Parker Scavo wordt op ijsjesjacht gestuurd door zijn twee broers en die vindt het lijk van Gilbert in de vriezer. Hij wil Karen spreken, en die legt hem uit wat er gebeurd is. Als Ida het lijk dan vindt in Karens kelder en de politie erbij haalt (en de hele buurt dit natuurlijk gezien heeft), maant Parker Karen aan om te vertellen wat zij aan hem verteld heeft.
Karen blijkt Gilbert jaren bewaard te hebben, om zo zijn pensioenscheque te blijven ontvangen: Gilbert was namelijk vergeten zijn erfenis te veranderen, en alles zou naar zijn eerste vrouw gaan. Zij had niets meer en de enige manier om te overleven, was Gilbert te bewaren en zijn cheques te blijven innen. Het voorval wordt al snel door de hele buurt vergeten.
In seizoen 4 wordt Karens rol nog groter: zo is zij het die Edie Britts geënsceneerde zelfmoordpoging toch (half) doet slagen door bij Carlos te klagen over de vuilnisbakken die nog buiten staan.
Als Lynette aan haar deur staat met de vraag om te mogen schuilen bij haar in de kelder voor de aankomende tornado, is ze wat terughoudend: ze ziet een paar uur met Lynettes kinderen niet echt zitten. Ze zou liever met Ida Greenberg de storm rustig afwachten. Maar ze geeft toch toe.
Wanneer Tom, Lynette en de kinderen aankomen, blijkt Ida ook haar kat te hebben meegebracht. En Tom heeft een allergie voor katten. Lynette wil de kat in de kast boven opsluiten- maar Karen weigert dit. Wanneer Lynette het toch probeert, betrapt Karen haar, en krijgt woorden met Lynette over hun 'vriendschap': zij vindt niet dat Lynette een vriendin is, en Ida is dat wel. Ze loopt Ida's kat achterna (want dat doen vrienden voor elkaar). Lynette holt dan Karen achterna, maar ze worden gedwongen (de tornado is op enkele honderden meters verwijderd) te gaan schuilen in het huis van Lynette.
Nadat de storm is gaan liggen, blijkt het huis van Karen helemaal verwoest te zijn: Tom en de kinderen hebben het allemaal overleefd, maar Ida is overleden. Bij het opruimen van Ida's huis (Karen verblijft hier voorlopig) komt Parker vertellen dat het dankzij Ida is dat de kinderen nog leven. Voor Lynette is dit een slag in het gezicht en besluit (samen met Karen) de as van Ida op het lokale honkbalveld uit te strooien, nadat diens neefje en nichtje dit weigeren. Lynette nodigt Karen dan uit voor een pint bier in een donkere kroeg, om zo de banden tussen hun twee wat verder aan te halen.